# Sainte-Marie en Champs

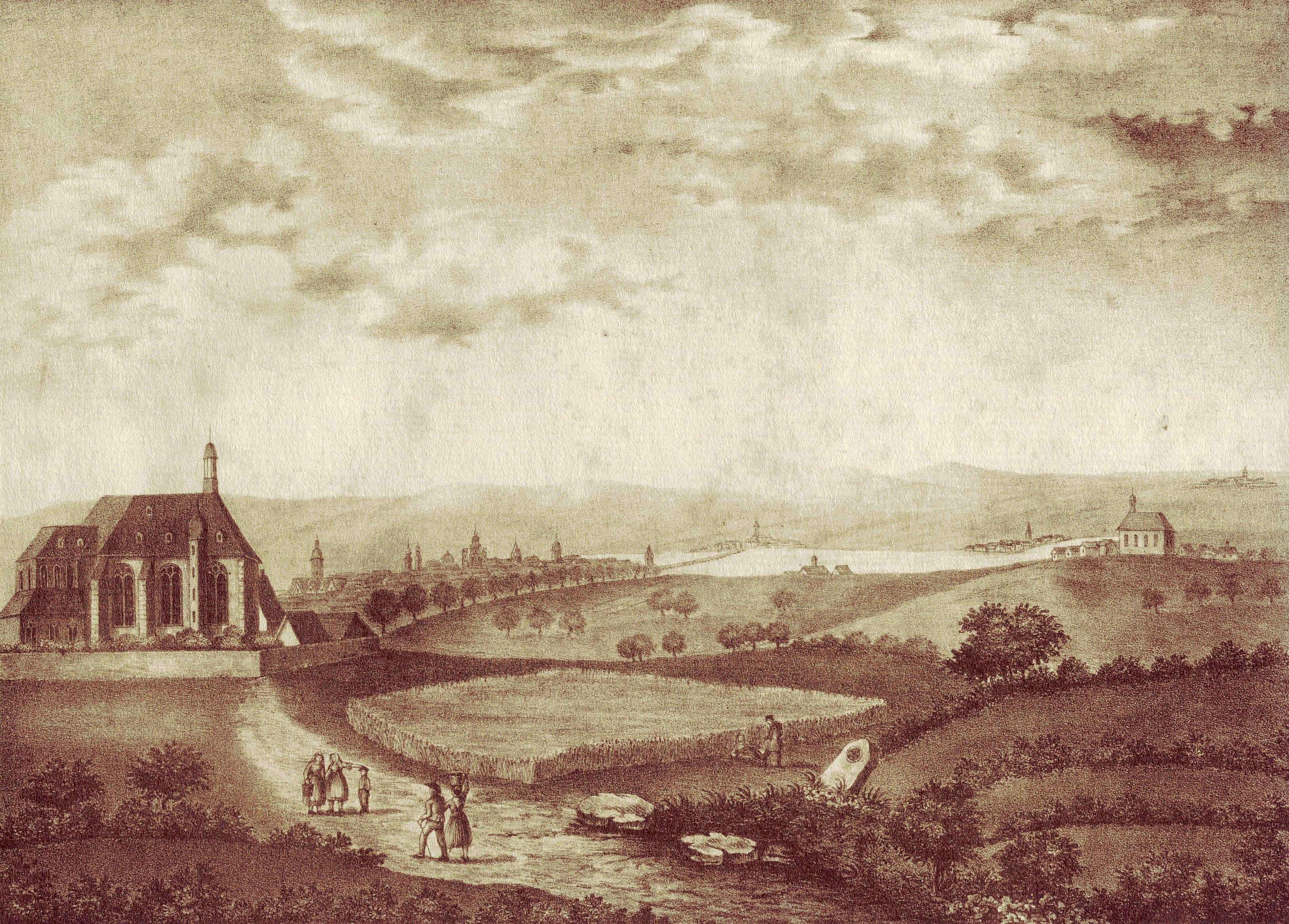
Sainte-Marie en Champs

La collégiale Sainte-Marie en Champs (Sankt Maria in campis) ou « Heilig Kreuz » est une collégiale dédiée à la Sainte-Vierge, qui jusqu'en 10 juin 1793 est dans les champs entre Mayence et Hechtsheim. On la désignait indifféremment sous le nom d'« église de la Vierge » (Liebfrauenkirche), « église Sainte-Croix » ou « Notre-Dame en Champs ».

## Histoire

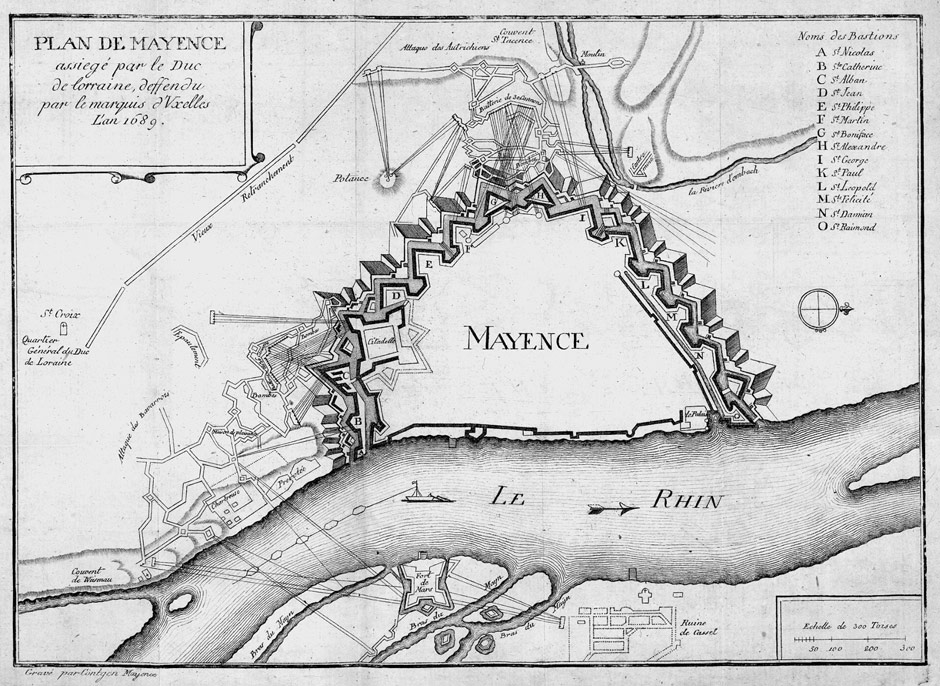
Siège de Mayence en l'année 1689. Gravure, Paris, 1756

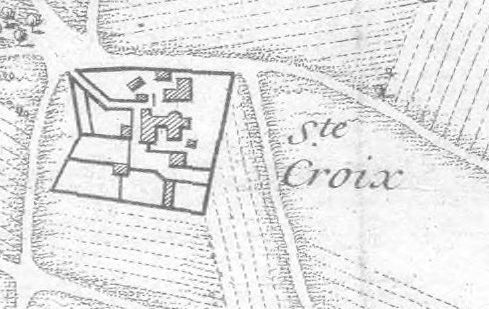
Sainte-Marie en Champs sur Plan de Mayence de ses nouvelles fortifications et de ses environs.

Une chapelle dédiée à la Vierge datant entre 765 et 808 est mentionnée dans les actes. L'église est élevée au rang de collégiale par l'évêque Erkanbald en 1011 : un chapitre canonial y est alors établi. 
Un culte à la Sainte-Croix est lié à cet endroit, pour un motif peu facile à expliquer. L'archevêque Pierre d'Aspelt construit en tout cas une église plus grande vers 1320 en style gothique. Curieusement, cette collégiale restera à l'extérieur des fortifications de Mayence, et sera régulièrement la proie de mercenaires en maraude ou de nobles avides d'étendre leur domaine. À chaque fois qu'on venait chercher querelle à la ville de Mayence, à l'électeur ou à l'archevêque, on prenait position dans les banlieues, soit à Weisenau (collégiale Saint Victor) soit à Hechtsheim (collégiale Sainte-Croix ou Sainte-Marie en Champs). 
- Ce fut le cas au cours de la querelle entre Adolphe II de Nassau et Thierry d'Isembourg en 1460 : les maisons des chanoines sont incendiées, et les restes de la collégiale ne sont préservés de la destruction que par une grosse rançon.
- Reconstruit à nouveau en 1518, l'ensemble collégial a été détruit et brûlé en 1552 par le margrave Albert II Alcibiade de Brandebourg-Kulmbach. Les chanoines se sont enfuis avec leur Croix miraculeuse à Saint-Ignace. Après quoi, leur église ayant été restaurée dans une certaine mesure, ils s'y réinstallent en 1573.
- De nouveau, en 1689 la collégiale abrite le quartier général de Charles V de Lorraine pendant le siège de Mayence contre Jacques Henri de Durfort.

Entre 1630 et 1780 la collégiale a été rénovée à plusieurs reprises, embellie, réparée - mais elle n'a plus la gloire d'antan,
Après la prise de Mayence par les troupes françaises du général Custine en octobre 1792, s'ensuivit le siège de Mayence (1793) par les alliés. L'église et les bâtiments adjacents furent livrés aux flammes le 10 juin 1793. Les ruines en furent démantelées quelques années plus tard par les troupes françaises (1801), et les pierres utilisées comme matériau de fortification.
Dans les années 1960 les archéologues ont découvert que l'église avait été érigée sur une ancienne villa rustica romaine, une ferme qui fournissait les légions romaines de Mogontiacum en céréales, légumes et viande.